# Virididentex
Virididentex is een geslacht van straalvinnige vissen uit de familie van zeebrasems (Sparidae).